# 閣派島

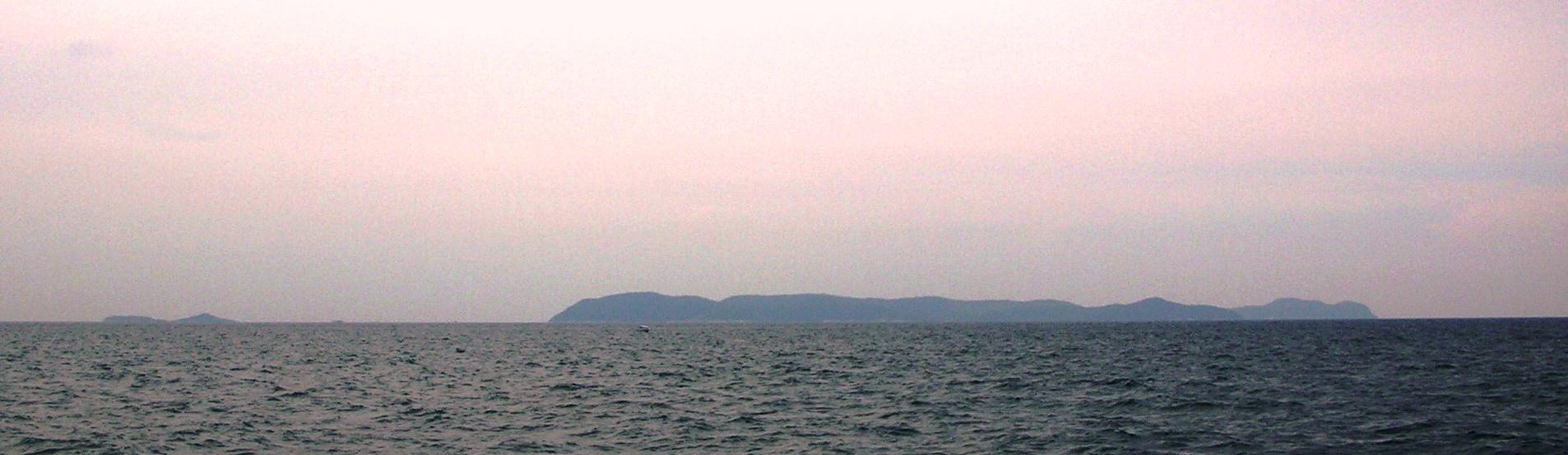
閣派島

閣派島是一座位於泰國暹羅灣曼谷灣東南方的島嶼，該島屬於泰國進島群島，距離春武里府首府芭達雅約21公里，隸屬於春武里府挽臘茫郡。「派」在泰語中是「竹子」之意，華人遊客俗稱其為竹島。
島上的觀光活動以浮潛最為著名。